# Amanda Miguel
Amanda Antonia Miguel Samso (Gaiman, Argentina, 1 de junio de 1956), es una cantante, compositora, pianista, y empresaria argentinomexicana.
Con más de 45 años de trayectoria artística, Amanda Miguel ha lanzado al mercado 12 discos de estudio, ha vendido millones de copias en todo el mundo y es acreedora a múltiples certificaciones disco de oro y disco de platino.

## Biografía

### Inicios artísticos
A los cuatro años de edad, Amanda aprendió a tocar el piano. A los dieciséis años, se mudó a Buenos Aires para estudiar en el Conservatorio Alberto Williams, hasta obtener el título de Profesora de Teoría y Solfeo y Profesora Superior de Piano y Composición. También estudió canto con Liana Lecuona.[cita requerida]
En marzo de 1975, Amanda conoció en Buenos Aires al cantante Diego Verdaguer quien, para ese entonces, ya era reconocido. Verdaguer invitó a Amanda a participar como corista de sus presentaciones en Argentina, donde también intervino la cantante Valeria Lynch. Con él realizó una gira por toda Latinoamérica.[cita requerida] En 1978 se mudó a México y pronto obtuvo la nacionalidad mexicana.[cita requerida]

### Debut
En 1979, Diego Verdaguer decide producirle sus primeras grabaciones a Amanda y lanza al mercado su primer álbum sencillo Papá, cuando regreses, con el sencillo «Tengo que confesar que lo amaba». En 1980, Amanda graba su segundo sencillo titulado «Así no te amará jamás», mismo con el que consigue ubicarse en el primer plano internacional por su estilo interpretativo único, desgarrador y diferente.

### Los años 1980 y su trilogíaEl sonido
Motivado por la buena aceptación de ventas, Verdaguer decide producirle a Amanda su primer álbum El Sonido Volumen 1 en 1981, donde incluye su segundo sencillo «Así no te amará jamás» y su tercer sencillo «Él me mintió», el cual tuvo trascendencia internacional. En este primer álbum también están incluidos los éxitos «Quiero un amor total», «¿Quién será?», «Donde brilla el sol», «Siempre te amaré» y «Amanda al piano 1» 1981 «Mi buen corazón», y «Hagamos un trato», 1982. Con su primer álbum, Amanda vendió más de tres millones de copias, convirtiéndose en una de las artistas femeninas más vendedoras del siglo.
En marzo de 1983, Amanda graba »El Sonido Volumen 2», del cual se desprenden los éxitos «Amanda al piano II (Tempestad)», «Castillos», «Poquito a poco», «Como un títere», «Cosquillas en el pecho», «Igual que un avión» y «A mi amiga», colocándose inmediatamente en los primeros lugares de popularidad y ventas.
En octubre de 1984, Amanda graba su tercera producción discográfica El Último Sonido Volumen III. Los temas »Dudas», «Las pequeñas cosas» y »El gato y yo», se convierten nuevamente en éxitos, mientras Amanda estaba en la espera de su hija, la actual cantante Ana Victoria, a quien le dedica el tema »Canción de cuna al revés» con »Amanda al piano III». 
En febrero de 1985, se presenta con Diego Verdaguer en el Festival Internacional de la Canción de Viña del Mar. Dos meses después, participa en el proyecto Hermanos, interpretando el tema «Cantaré, cantarás», con artistas como Roberto Carlos, Plácido Domingo, Vikki Carr, José Feliciano, Vicente Fernández, Celia Cruz, Julio Iglesias, Rocío Jurado y José José, entre otros.

### Desarrollo como empresaria y la visita del Papa Juan Pablo II
Durante tres años, Amanda se dedicó completamente a los primeros años de vida de su hija Ana Victoria. Debido a los fuertes cambios que sufría su industria musical, Fonovisa Records, Amanda abre junto a Diego Verdaguer su propia compañía productora y discográfica, Diam Music («Di» por Diego y »Am» por Amanda). En 1987, Amanda ofrece su cuarta producción discográfica El pecado, con los temas «Lo ví», «Ojos de alquitrán», «No te vayas a morir», «¿Qué me das?», «Si yo fuera tú», «La carcajada» y «Calla, el silencio es sagrado (memories)».
En 1989, lanza su quinto álbum titulado El rostro del amor, otro gran éxito en su carrera, que con la bendición del Papa Juan Pablo II, representó oficial y musicalmente su segundo viaje apostólico en todo el territorio mexicano.

### Incursión en la música mexicana y los conteos musicales americanos
En 1992, Amanda graba su primer álbum ranchero Rompecorazones, bajo la dirección del compositor mexicano Federico Méndez. Este álbum convirtió canciones en éxitos, como «Rompecorazones», «La escalera», «El viernes se acaba todo», «En la feria de Jalisco», «La misma gran señora» y «A nuestra querida Lola».
En 1996, Amanda graba en Italia su séptimo álbum Ámame una vez más, bajo la dirección de su esposo Diego Verdaguer y el productor italiano Gianni Salvatore, rompiendo todos los esquemas en las listas de popularidad en Estados Unidos, ya que logra colocarse en los primeros lugares de la prestigiosa lista Billboard durante 18 semanas consecutivas. De este álbum surgieron los éxitos «Ámame una vez más», «Mar adentro», «Duende», «Dónde estás», «Eso se llama amor», «Media hora», «Ya lo sabías», «Cenizas», «Mi primer amor» y «No respondo».
En 1999, graba nuevamente en Italia su octavo álbum titulado 5 días, del cual se desprenden los temas «Cinco días» y «Así como hoy», del compositor panameño Omar Alfano.

### Regreso a los estudios de grabación con80*15
En abril de 2015, Amanda lanza al mercado su duodécimo álbum 80*15, el cual contiene varios de sus más grandes éxitos con nuevos arreglos musicales, combinado con canciones inéditas. La producción de 80*15 corrió a cargo de su esposo Diego Verdaguer, quien incorporó en algunas canciones la voz original de Amanda y otros elementos de las grabaciones originales. También incluyó la participación especial del rapero mexicano Big Metra.
»80*15» llegó al Top 20 en tiendas digitales durante su preventa, acompañado del sencillo »Hagamos un trato», en los primeros lugares de las emisoras de radio mexicanas. En abril de 2015, se llevó a cabo su físico lanzamiento digital en México, Centroamérica y los Estados Unidos, seguido del tema Vaya pedazo de rey, una canción inédita de su autoría.
Casada con el cantante Diego Verdaguer, con quien tuvo una hija también cantante, Ana Victoria. Diego falleció en enero de 2022, en hospital de Los Ángeles (Estados Unidos), debido a secuelas del contagio por COVID-19. Ese mismo año, el 27 de septiembre de 2022, falleció su madre Ana Delia Samso.

## Premios y reconocimientos
- 1983: Premio a la canción del año (Siempre en domingo).
- 1984: Premio a la canción del año (Siempre en domingo).
- 1985: Premio a la canción del año (Siempre en domingo).
- 1992: 2.º lugar en Premios lo nuestro por el videoclip "Volvamos a empezar"
- 1996: Premio a la canción del año en Costa Rica con el tema "Ámame una vez mas".
- 1997: Premio al mejor Pop Hot Latin Track del año con "Ámame una vez más" en los Billboard Music Award.
- 2009: Reconocimiento como "Máximo orgullo hispano" por la Asociación Internacional de Periodistas de Estados Unidos.
- 2011:Reconocimiento "Trayectoria 25 y más..." otorgado por la Sociedad de Autores y Compositores de México.
- 2016: Galardón Tierra Amarilla en Chile.

## Competencias y programas de televisión
Amanda fue una de las concursantes del Festival de Viña del Mar 1985 dónde también participó Diego Verdaguer, siendo del total agrado del público de la Quinta Vergara.
En 2006, Amanda participó en Cantando por un sueño (México) como asesora de Manuel Landeta y Mónica Chávez y compitiendo con cantantes asesores de su misma talla. Desafortunadamente su equipo fue eliminado en semifinales quedando en 4.º lugar.
En 2008, Amanda fue jurado en El show de los sueños (México) al lado de Lupita D'Alessio, calificando el desempeño en la disciplina de canto, además de un duelo de canto para defender un sueño contra D'Alessio en donde Amanda resultó ganadora recibiendo el 61% de votos del público.
En 2013, Fue una de las críticas oficiales de la segunda temporada concurso Parodiando al lado de Carmen Salinas, Gliberto Gless y Juan José Origel. En 2015, De nuevo formó parte del panel de críticos de la tercera temporada del programa junto con Adrián Uribe y César Bono.

## Discografía

### Álbumes de estudio
- 1979: Papá, cuando regreses
- 1981: El Sonido Vol. 1
- 1983: El Sonido Vol. 2
- 1984: El Sonido Vol. 3
- 1987: El pecado
- 1989: El rostro del amor
- 1992: Rompecorazones
- 1996: Ámame una vez más
- 1999: Cinco días
- 2004: Feliz Navidad a toda la humanidad
- 2005: Piedra de afilar
- 2009: Anillo de compromiso
- 2015: 80*15

### Álbumes Colaborativos
- 1990: Historias de Amor (con Diego Verdaguer)

### Sencillos
| 1980 | «Te confieso que lo amaba»                 | — | —  | »Papá cuando regreses» |
| 1981 | «Así no te amará jamás»                    | 2 | —  | »El sonido volumen 1»  |
| 1981 | «Él me mintió»                             | 1 | —  |                        |
| 1981 | «Quiero un amor total»                     | — | —  |                        |
| 1982 | «Mi buen corazón»                          | 1 | —  |                        |
| 1982 | «Hagamos un trato»                         | 4 | —  |                        |
| 1982 | «Quién será»                               | — | —  |                        |
| 1983 | «Castillos»                                | 1 | —  | »El sonido volumen 2»  |
| 1983 | «Como un títere»                           | 9 | —  |                        |
| 1983 | «Cosquillas en el pecho»                   | 2 | —  |                        |
| 1983 | «A mi amiga»                               | — | —  |                        |
| 1983 | «Sí o no»                                  | — | —  |                        |
| 1983 | «Un día de estos»                          | — | —  |                        |
| 1984 | «El gato y yo / Wild Cat»                  | 3 | —  | »El sonido volumen 3»  |
| 1984 | «A dónde va»                               | — | —  |                        |
| 1984 | «Dudas»                                    | 8 | —  |                        |
| 1984 | «Las pequeñas cosas»                       | — | —  |                        |
| 1984 | «Desierto»                                 | — | —  |                        |
| 1987 | «El pecado»                                | 5 | 2  | »Amanda Miguel»        |
| 1987 | «Qué me das»                               | — | 24 |                        |
| 1987 | «Lo vi»                                    | — | —  |                        |
| 1987 | «Ojos de alquitrán»                        | — | —  |                        |
| 1988 | «Calla (Memories)»                         | — | —  | »Amanda Miguel»        |
| 1989 | «Volvamos a empezar (con Diego Verdaguer)» | — | —  | »El rostro del amor»   |
| 1989 | «El rostro del amor»                       | — | —  |                        |
| 1989 | «Lluvia en Nueva York»                     | — | —  |                        |
| 1989 | «Para mañana»                              | — | —  |                        |
| 1989 | «Esta noche sí»                            | — | —  |                        |
| 1992 | «La escalera»                              | — | —  | »Rompecorazones»       |
| 1992 | «El viernes se acaba todo»                 | — | —  |                        |
| 1992 | «Rompecorazones»                           | — | —  |                        |
| 1992 | «La misma gran señora»                     | — | —  |                        |
| 1996 | «Ámame una vez más»                        | — | 3  | »Ámame una vez más»    |
| 1996 | «Media hora»                               | — | 11 |                        |
| 1996 | «Dónde estarás»                            | — | —  |                        |
| 1996 | «Cenizas»                                  | — | —  |                        |
| 1996 | «Ya lo Sabía»                              | — | —  |                        |
| 1999 | «Cinco días»                               | — | 16 | »Cinco días»           |
| 1999 | «Eterna tu, eterna yo»                     | — | —  |                        |
| 1999 | «Así como hoy»                             | — | —  |                        |
| 2005 | «No me vas a olvidar»                      | — | —  | »Piedra de afilar»     |
| 2005 | «Se paró»                                  | — | —  |                        |
| 2005 | «Siempre fuimos dos (con Diego Verdaguer)» | — | —  |                        |
| 2006 | «Simplemente amor (con Diego Verdaguer)»   | — | —  | »Siempre fuimos dos»   |
| 2008 | «Quiero quedarme aquí»                     | — | —  | »Anillo de compromiso» |
| 2008 | «Si Dios me quita la vida»                 | — | —  |                        |
| 2015 | «Que pedazo de rey»                        | — | —  | »80*15»                |
| 2015 | «Soñé que estaba en París»                 | — | —  |                        |

### Álbumes en vivo
- 2005: Serie Platino 20 Éxitos
- 2006: Siempre fuimos dos Vol. I Diego Verdaguer
- 2007: Siempre fuimos dos Vol. II Diego Verdaguer
- 2007: El mejor show romántico de América Diego Verdaguer
- 2011: Mexicanísimos Vol. 1 Diego Verdaguer
- 2012: Mexicanísimos Vol. 2 Diego Verdaguer
- 2020: Solita y sin ataduras